# Молодіжна збірна Боснії і Герцеговини з футболу
Молодіжна збірна Боснії і Герцеговини з футболу (босн. Nogometna reprezentacija Bosne i Hercegovine U-21) — національна футбольна збірна Боснії і Герцеговини, у складі якої можуть виступати футболісти у віці 21 року та молодше.

## Виступи начемпіонатах Європи
| Виступи в фінальній частині | Виступи в фінальній частині | Виступи в фінальній частині | Виступи в фінальній частині | Виступи в фінальній частині | Виступи в фінальній частині | Виступи в фінальній частині | Виступи в фінальній частині | Виступи в фінальній частині |     | Кваліфікаційний раунд | Кваліфікаційний раунд | Кваліфікаційний раунд | Кваліфікаційний раунд | Кваліфікаційний раунд | Кваліфікаційний раунд | Кваліфікаційний раунд |
| Рік                         | Раунд                       | І                           | В                           | Н                           | П                           | МЗ                          | МП                          | Різ                         | І   | В                     | Н                     | П                     | МЗ                    | МП                    | Різ                   |                       |
| 1998                        | не пройшла кваліфікацію     | не пройшла кваліфікацію     | не пройшла кваліфікацію     | не пройшла кваліфікацію     | не пройшла кваліфікацію     | не пройшла кваліфікацію     | не пройшла кваліфікацію     | не пройшла кваліфікацію     | 8   | 1                     | 2                     | 5                     | 6                     | 18                    | −12                   |                       |
| 2000                        | не пройшла кваліфікацію     | не пройшла кваліфікацію     | не пройшла кваліфікацію     | не пройшла кваліфікацію     | не пройшла кваліфікацію     | не пройшла кваліфікацію     | не пройшла кваліфікацію     | не пройшла кваліфікацію     | 10  | 2                     | 1                     | 7                     | 11                    | 24                    | −13                   |                       |
| 2002                        | не пройшла кваліфікацію     | не пройшла кваліфікацію     | не пройшла кваліфікацію     | не пройшла кваліфікацію     | не пройшла кваліфікацію     | не пройшла кваліфікацію     | не пройшла кваліфікацію     | не пройшла кваліфікацію     | 8   | 0                     | 1                     | 7                     | 5                     | 17                    | −12                   |                       |
| 2004                        | не пройшла кваліфікацію     | не пройшла кваліфікацію     | не пройшла кваліфікацію     | не пройшла кваліфікацію     | не пройшла кваліфікацію     | не пройшла кваліфікацію     | не пройшла кваліфікацію     | не пройшла кваліфікацію     | 8   | 4                     | 1                     | 3                     | 6                     | 10                    | −4                    |                       |
| 2006                        | не пройшла кваліфікацію     | не пройшла кваліфікацію     | не пройшла кваліфікацію     | не пройшла кваліфікацію     | не пройшла кваліфікацію     | не пройшла кваліфікацію     | не пройшла кваліфікацію     | не пройшла кваліфікацію     | 10  | 3                     | 1                     | 6                     | 17                    | 20                    | −3                    |                       |
| 2007                        | не пройшла кваліфікацію     | не пройшла кваліфікацію     | не пройшла кваліфікацію     | не пройшла кваліфікацію     | не пройшла кваліфікацію     | не пройшла кваліфікацію     | не пройшла кваліфікацію     | не пройшла кваліфікацію     | 4   | 1                     | 2                     | 1                     | 6                     | 6                     | =0                    |                       |
| 2009                        | не пройшла кваліфікацію     | не пройшла кваліфікацію     | не пройшла кваліфікацію     | не пройшла кваліфікацію     | не пройшла кваліфікацію     | не пройшла кваліфікацію     | не пройшла кваліфікацію     | не пройшла кваліфікацію     | 8   | 1                     | 1                     | 6                     | 7                     | 17                    | −10                   |                       |
| 2011                        | не пройшла кваліфікацію     | не пройшла кваліфікацію     | не пройшла кваліфікацію     | не пройшла кваліфікацію     | не пройшла кваліфікацію     | не пройшла кваліфікацію     | не пройшла кваліфікацію     | не пройшла кваліфікацію     | 8   | 2                     | 2                     | 4                     | 4                     | 8                     | −4                    |                       |
| 2013                        | не пройшла кваліфікацію     | не пройшла кваліфікацію     | не пройшла кваліфікацію     | не пройшла кваліфікацію     | не пройшла кваліфікацію     | не пройшла кваліфікацію     | не пройшла кваліфікацію     | не пройшла кваліфікацію     | 10  | 6                     | 2                     | 2                     | 25                    | 12                    | +13                   |                       |
| 2015                        | не пройшла кваліфікацію     | не пройшла кваліфікацію     | не пройшла кваліфікацію     | не пройшла кваліфікацію     | не пройшла кваліфікацію     | не пройшла кваліфікацію     | не пройшла кваліфікацію     | не пройшла кваліфікацію     | 8   | 2                     | 0                     | 6                     | 10                    | 22                    | −12                   |                       |
| 2017                        | не пройшла кваліфікацію     | не пройшла кваліфікацію     | не пройшла кваліфікацію     | не пройшла кваліфікацію     | не пройшла кваліфікацію     | не пройшла кваліфікацію     | не пройшла кваліфікацію     | не пройшла кваліфікацію     | 8   | 0                     | 3                     | 5                     | 2                     | 13                    | −11                   |                       |
| 2019                        | не пройшла кваліфікацію     | не пройшла кваліфікацію     | не пройшла кваліфікацію     | не пройшла кваліфікацію     | не пройшла кваліфікацію     | не пройшла кваліфікацію     | не пройшла кваліфікацію     | не пройшла кваліфікацію     | 10  | 6                     | 0                     | 4                     | 24                    | 11                    | +13                   |                       |
| 2021                        | не пройшла кваліфікацію     | не пройшла кваліфікацію     | не пройшла кваліфікацію     | не пройшла кваліфікацію     | не пройшла кваліфікацію     | не пройшла кваліфікацію     | не пройшла кваліфікацію     | не пройшла кваліфікацію     | 8   | 3                     | 2                     | 3                     | 9                     | 7                     | +2                    |                       |
| 2023                        | не пройшла кваліфікацію     | не пройшла кваліфікацію     | не пройшла кваліфікацію     | не пройшла кваліфікацію     | не пройшла кваліфікацію     | не пройшла кваліфікацію     | не пройшла кваліфікацію     | не пройшла кваліфікацію     | 10  | 3                     | 2                     | 5                     | 9                     | 16                    | −7                    |                       |
| 2025                        | не пройшла кваліфікацію     | не пройшла кваліфікацію     | не пройшла кваліфікацію     | не пройшла кваліфікацію     | не пройшла кваліфікацію     | не пройшла кваліфікацію     | не пройшла кваліфікацію     | не пройшла кваліфікацію     | 8   | 1                     | 0                     | 7                     | 5                     | 17                    | −12                   |                       |
| Разом                       | 0/15                        | 0                           | 0                           | 0                           | 0                           | 0                           | 0                           | 0                           | 126 | 35                    | 20                    | 71                    | 146                   | 218                   | –72                   |                       |